# Уольдыя
Уольдыя (амх. ወልደያ) — город на севере Эфиопии, в регионе Амхара. Входит в состав зоны Северное Волло.

## Географическое положение
Город находится в северо-восточной части региона, на Эфиопском нагорье, на высоте 2111 метров над уровнем моря.
Уольдыя расположена на расстоянии приблизительно 235 километров к востоку-северо-востоку (ENE) от Бахр-Дара, административного центра региона, и на расстоянии приблизительно 320 километров к северо-северо-востоку (NNE) от Аддис-Абебы, столицы страны.

## Население
По данным Центрального статистического агентства Эфиопии на 2007 год население города составляло 46 139 человек, из которых мужчины составляли 49,85 %, женщины — соответственно 50,15 %. В конфессиональном составе населения 80,49 % составляют последователи эфиопской православной церкви; 18,46 % — мусульмане.
Согласно данным переписи 1994 года численность населения Уольдыи составляла 24 533 человек, из которых мужчины составляли 47,65 %, женщины — 52,35 %. В национальном составе населения города того периода 93,92 % составляли представители народа амхара; 4,32 % — тиграи; 1,76 % — представители других народностей. Языком большинства горожан являлся амхарский (95,2 %).

## Транспорт
Ближайший аэропорт расположен в городе Лалибэла.